# Angola Telecom
Angola Telecom és una empresa pública angolesa de telecomunicacions i proveïdor d'Internet. Fou fundada en 1992, a partir de la fusió de les empreses estatals Empresa Nacional de Telecomunicações (ENATEL) i Empresa Pública de Telecomunicações (EPTEL). Té com a slogan: "Angola Telecom, um toque amigo".

## Filials
Entre les empreses filials d'Angola Telecom hi ha: 
- Infrasat, que ofereix serveis de telecomunicacions per satèl·lit.
- Angola Cables, que ofereix accés internacional per a dades i veu.
- TVCabo, que ofereix servei de cable de banda ampla per a televisió i radiodifusió.
- Multitel, un portal que ofereix una àmplia gamma de serveis d'Internet.
- ELTA, Empresa de Llistes Telefòniques d'Angola, un directori telefònic en línia.
- Movicel, ofereix serveis de telecomunicacions mòbils.

Angola Telecom va crear el proveïdor de telefonia mòbil Movicel com a filial, però des de 2010 manté només una part minoritària de les accions de Movicel.
El 2010 Angola Telecom va iniciar un programa de reestructuració dirigit per un equip de consultors internacionals. El 2014, Bloomberg va informar que la companyia estava en camí d'obtenir el seu primer benefici net en més de 8 anys. No obstant això, el col·lapse econòmic alimentat per la devaluació del petroli probablement va esborrar els guanys aconseguits fins ara.